# Josef Meindl
Josef Meindl (* 27. Januar 1862; † 17. März 1950) war ein Unternehmer und Gründer der Ziegelei Meindl in Dorfen. 

## Leben
1895 gründete Meindl ein Ziegelwerk auf seinem Bauernhof in Reit bei Armstorf, drei Kilometer südlich von Dorfen. 1902 erwarb er in Isen eine weitere Ziegelei. 1904 begann er in Orlfing, südlich des Bahnhofs Dorfen und nahe seinem Bauernhof, mit dem Aufbau eines Dachziegel-Werks. 1908 baute er einen Ringofen. Um 1918 wurde vom Bahnhof ein Gleisanschluss errichtet. 1921 und 1928 wurden weitere Ringöfen gebaut.
1921 gründete er mit Franz Xaver Mittermaier aus Isen und anderen die Kraftwerke Haag AG, die 1923 ein Kraftwerk am Inn in Betrieb nahm, das vom Soyensee gespeist wird.

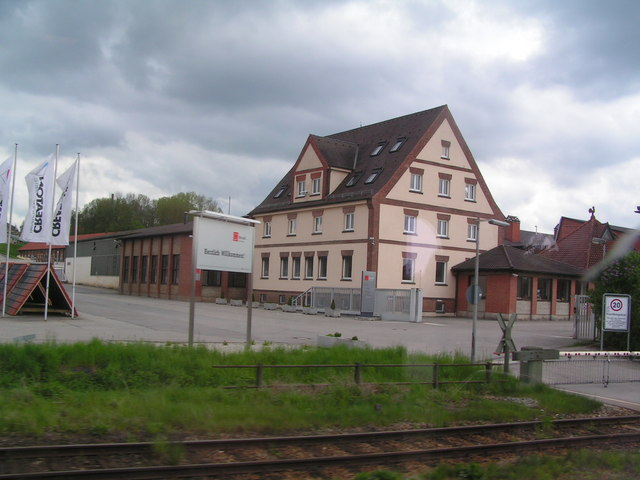
Ehemalige Ziegelei Meindl am Bahnhof Dorfen (2010)

Meindl leitete die Ziegelei bis 1935. 1950 starb er als Kommerzienrat und Ehrenbürger der Stadt Dorfen. Die Kommerzienrat-Meindl-Straße in Dorfen wurde nach ihm benannt. An der Ecke dieser Straße zur Bundesstraße 15 steht bis heute die Alte Meindl-Villa, schräg gegenüber auf der Ostseite der heutigen Bundesstraße befand sich von 1936 bis 2003 eine neuere, von Sep Ruf für Josef Meindls Sohn Albert geplante Villa (heute steht dort ein Lidl-Markt).

## Ziegelei Meindl (bis 2015)
Bis 2005 blieb die Josef Meindl Ziegelei über vier Generationen und 110 Jahre in Familienbesitz, dann wurde sie durch die belgische Etex Group übernommen und die Produkte über Creaton vertrieben. In den Jahren nach 2010 verließen über 20 Millionen Dachziegel jährlich das Werk. 
2015 wurde das Werk geschlossen; 90 Mitarbeiter verloren ihren Arbeitsplatz.
Seit 2018 laufen Planungen im ehemaligen Meindl-Areal Viertel mit Wohn- und Gewerbenutzung zu bauen.